# Meidum

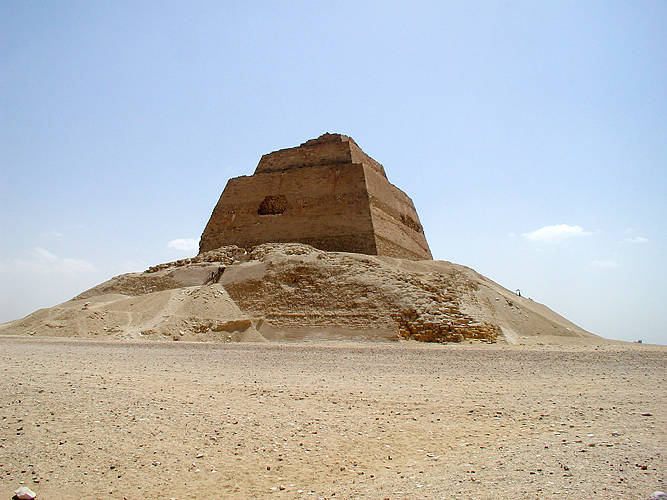
Pirâmide de Meidum

Meidum é um complexo funerário no Egito situado a cerca de oitenta quilómetros a sul de Mênfis, na margem ocidental do Nilo, junto à região do Faium. É composto por um conjunto de mastabas e uma pirâmide.

## História
Habitualmente considera-se que a pirâmide de Meidum começou a ser construída no tempo do rei Huni, último rei da III dinastia, tendo sido terminada por Seneferu, primeiro rei da IV dinastia. Contudo, alguns investigadores atribuem a construção de toda a  pirâmide ao rei Seneferu. No local não existem inscrições que indiquem quem teria ordenado a construção; alguns grafitos perto das ruínas mostram que os antigos Egípcios atribuíram a pirâmide a Seneferu.
Esta pirâmide é vista como intermédia entre a pirâmide escalonada (ou em "degraus") de Djoser e as pirâmides perfeitas do tempo da IV dinastia, cujos exemplos mais representativos são as pirâmides do planalto de Guiza (Gizé). Foi inicialmente concebida como uma pirâmide de sete degraus, tendo posteriormente sido acrescentado mais um. Para além disso, acrescentou-se nas paredes exteriores da pirâmide um revestimento de calcário, que a transformou numa pirâmide perfeita.
O revestimento acabou por se desmonorar, dando à pirâmide o seu aspecto actual de torre quadrangular sobre uma colina de rocha. Exactamente quando ocorreu este desabamento é motivo de disputa entre os investigadores; para alguns terá sido no tempo de Seneferu, enquanto que para outros foi muito mais tarde, na época do Império Novo.
A entrada da pirâmide situa-se no lado norte, a 18,5 metros de altura. Um corredor inclinado conduz à câmara funerária, onde não foi encontrado um sarcófago. Por esta razão acredita-se que a pirâmide não foi utilizada como túmulo por um rei.
Uma pirâmide satélite (de dimensões pequenas) existia no local, tendo os seus vestígios sido encontrados na parte sul. Na parte leste existia uma capela funerária. Uma muralha rodeava o complexo. Uma calçada ligada a pirâmide ao templo do vale, situado junto ao rio Nilo, onde se preparava o corpo do rei para o funeral. Estes elementos aparecem pela primeira vez em Meidum e serão os elementos "clássicos" presentes nas pirâmides construídas posteriormente.

### Galeria de imagens

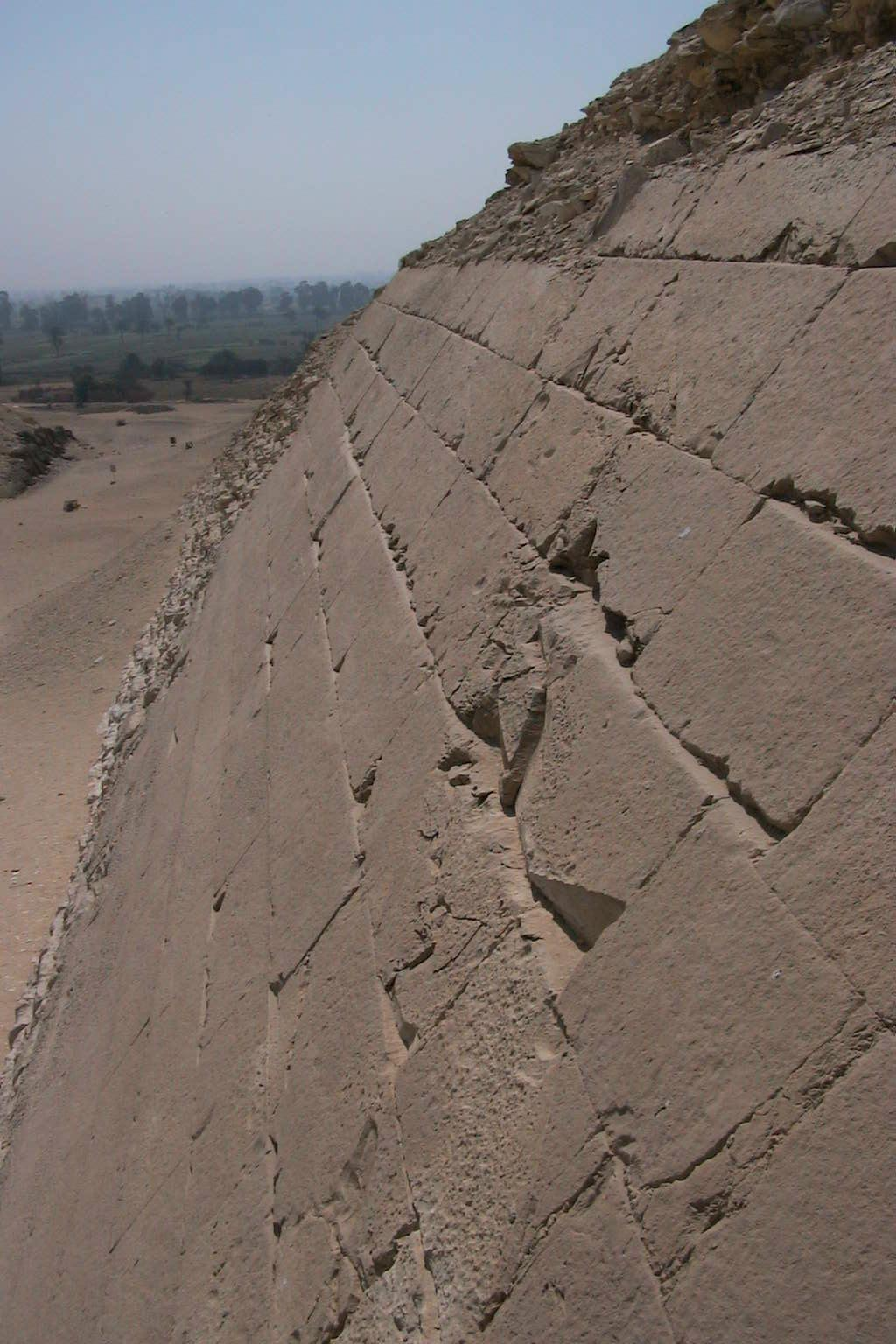
Uma fachada da pirâmide
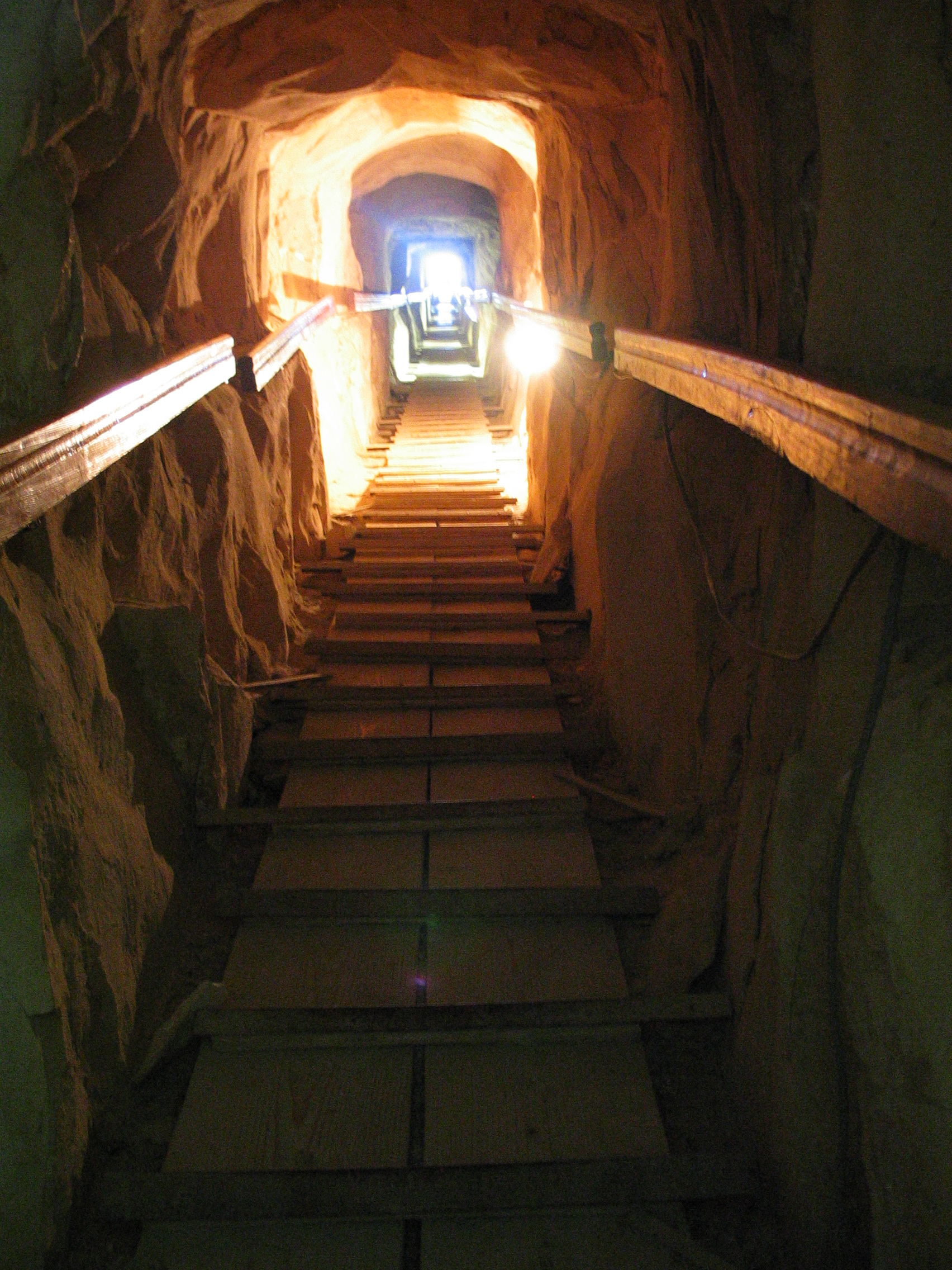
Corredor
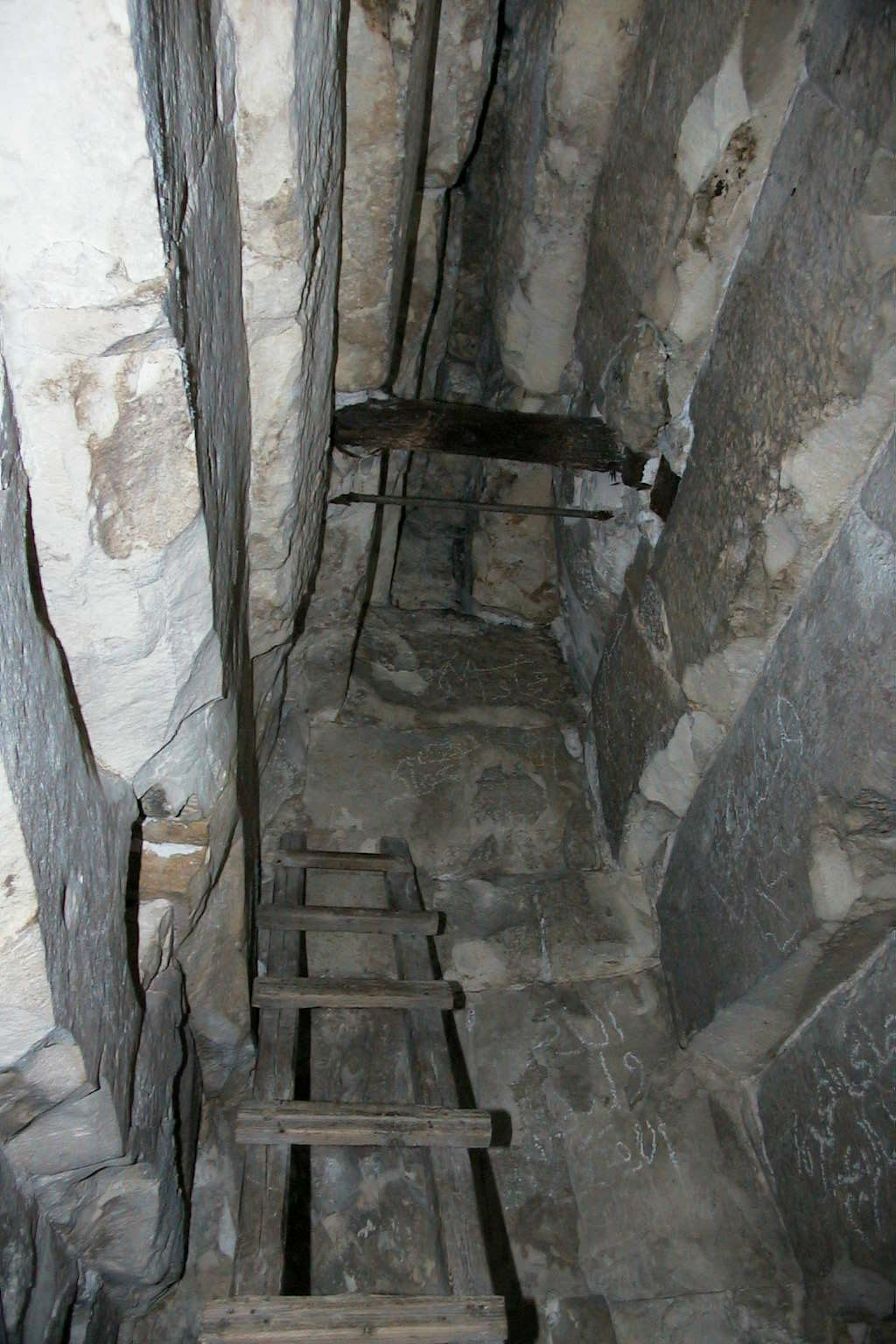
Tecto da câmara funerária
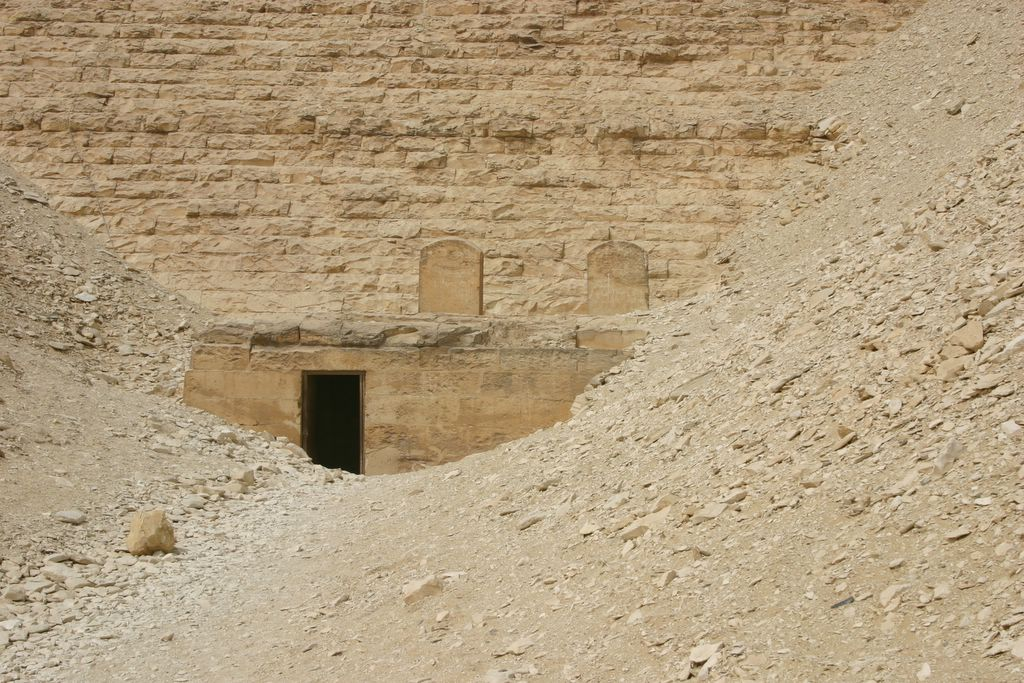
Capela funerária

## Necrópole
A norte, a oeste e a leste da pirâmide encontram-se várias mastabas (tipos de túmulos) de personalidades da IV dinastia. Uma das mastabas mais importantes é a de Nefermaet (um filho de Seneferu) e da sua esposa Itet. Uma das decorações desta mastaba os frisos dos chamados "gansos de Meidum", compostos por seis gansos no campo, três dos quais olham para a direita e três para a esquerda.
Na mastaba de Rahotep (outro filho de Seneferu) e de Nofert foi encontrado um famoso grupo escultórico em pedra calcária pintada que representa o casal e que se encontra hoje no Museu Egípcio do Cairo. A mais antiga múmia egípcia foi descoberta em Meidum por Petrie em 1891. Porém, foi destruída durante a Segunda Guerra Mundial, quando o Royal College of Surgeons foi bombardeado.